# Morsbach (Kocher)
Der Morsbach ist ein Bach von einem Kilometer Länge in der Stadtteilgemarkung Morsbach von Künzelsau im Hohenlohekreis im nordöstlichen Baden-Württemberg, der nach seinem nördlichen Lauf durch die Morsbachklinge am Rande des Dorfes Morsbach von links in den unteren Kocher mündet.

## Geographie

### Verlauf

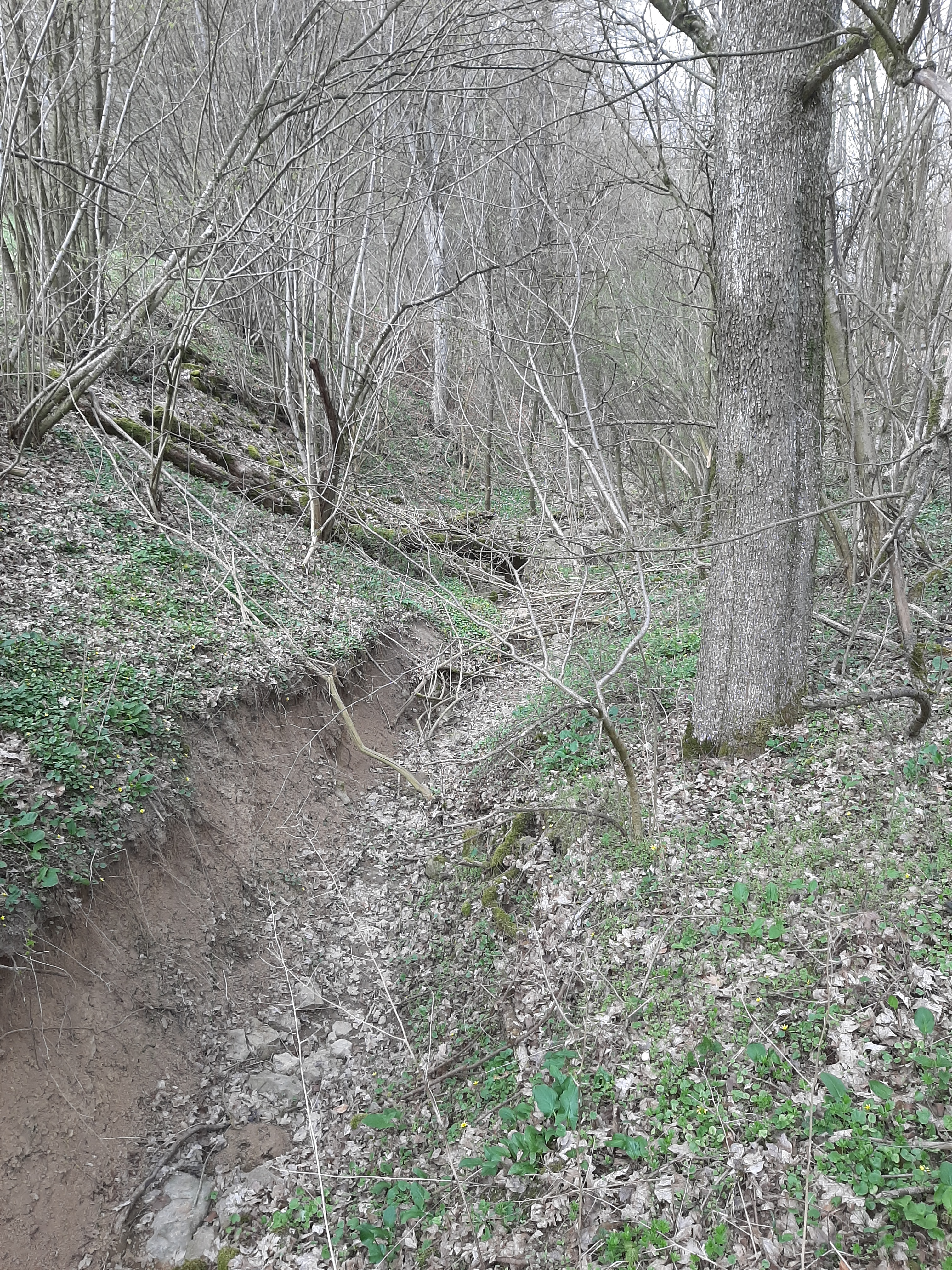
Der Morsbach in seiner oberen Klinge

Der Morsbach entsteht etwa 0,8 km südlich der Ortsmitte des Weilers Morsbach am oberen Eingang der Morsbachklinge auf etwa 340 m ü. NHN im beginnenden Klingenwald neben der K 2373 von Kupferzell-Künsbach herunter. Das bis zu fünf Meter breite Bachbett führt anfangs nur periodisch Wasser, die Ufer sind mancherorts flach, andernorts steil, vom Hang rutschen zuweilen Abbrüche herab. Mehrfach ist es von einer Decke aus Gesteinsschutt und Altholz erfüllt, unter welcher das Wasser fließt, um erst weiter abwärts wieder ans Tageslicht zu treten. Der Bach stürzt mehrfach Kaskaden herab und sammelt sich zu deren Fuß in Gumpen.

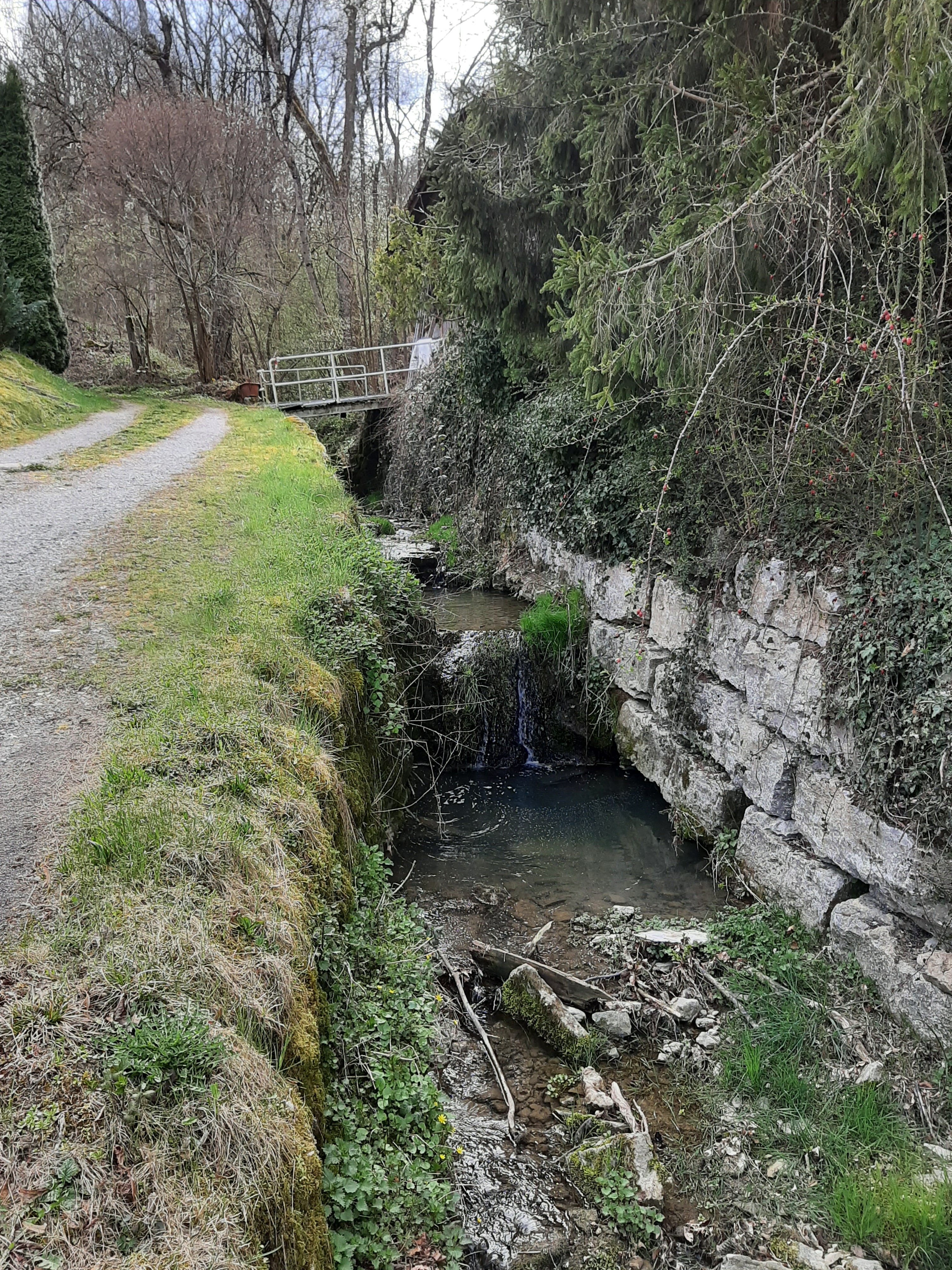
Im Weichbild des Dorfes Morsbach wird der Morsbach in einem gemauerten Trog geführt

Nach über einem halben Kilometer in geschlossenem Wald öffnet sich am Übertritt ins Kochertal auf etwa 290 m ü. NHN zunächst der linke Hang, weitere hundertfünfzig Meter weiter und etwa fünfundzwanzig Höhenmeter tiefer setzt auch die zunächst rechts noch begleitende Waldzunge am anderen Unterhang aus. Dort unterquert der Bach am Weichbildrand des Dorfes Morsbach einen landwirtschaftlichen Weg, durchfließt aber auf deren anderer Seite dann doch noch ein kleines Auenwäldchen im Ortsbereich, ehe er, inzwischen in einem gemauerten Trog mit Rechteckprofil gefasst, neben der Einmündung der K 2373 in die das Kochertal durchziehende L 1045 ein erstes Haus passiert und dann von einer Brücke der dort Morsbacher Straße genannten Landesstraße überspannt wird.

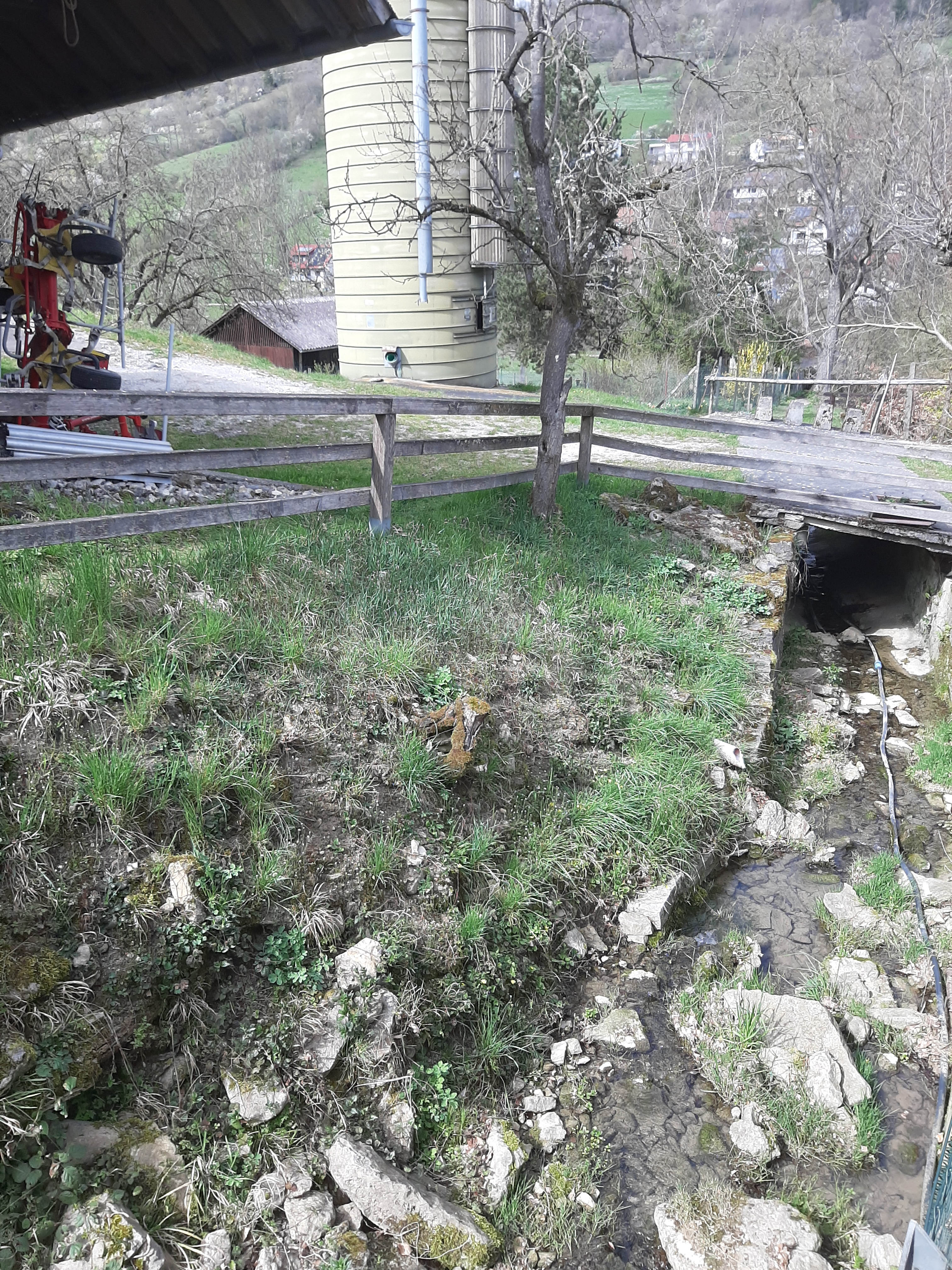
Blick über den Morsbach unterhalb der Landesstraße auf die Siedlungsteile des Dorfes Morsbach auf der anderen Kocherseite

In seinem künstlich geschaffenen Bett zieht er weiter nordwärts am Westrand des dort in eine Gartenzone ausfransenden Morsbach entlang. Zuletzt unterquert er den Kocherweg am Flussufer und mündet dann hundertfünfzig Meter abwärts der Morsbacher Flussbrücke auf etwa 218 m ü. NHN von links in den unteren Kocher.
Der Morsbach mündet nach einem 1,0 km langen Weg mit mittleren Sohlgefälle von etwa 120 ‰ etwa 122 Höhenmeter unterhalb seines Ursprungs in seiner Waldklinge. Er hat außer kleinen Hanggerinnen keine Zuflüsse.

### Einzugsgebiet
Der Morsbach hat ein 1,1 km² großes Einzugsgebiet, das naturräumlich Teil der Kocher-Jagst-Ebenen ist. Seine südlichen Anteile auf der an seiner Südostspitze bis etwa 398 m ü. NHN erreichenden Hochebene linksseits des Kochereinschnitts gehören zu den Ohrnwaldriedeln im Unterraum Westliche Kocher-Jagst-Ebenen, die mündungsnahen nördlichen zum Unteren Kochertal des Unterraums Kochertal.
Reihum grenzen die Einzugsgebiete der folgenden Nachbargewässer an:
- Im Nordwesten fällt das Gelände ohne dauerhafte Wasserläufe am Hang direkt zum Kocher unterhalb der Morsbach-Mündung ab, im Nordosten entsprechend zum Kocher oberhalb;
- im Osten konkurriert der Etzlinsweiler Bach, ein ebenfalls nordwärts laufender Klingenbach zum Kocher oberhalb von Morsbach;
- im Südwesten zieht jenseits der Wasserscheide längstenteils ein unbeständiger Graben, der in den Rosenäckern beim Weiler Künsbach entsteht, zum nächsten und deutlich größeren linken Zufluss des Kochers Künsbach, der selbst erst in der Stadtmitte von Künzelsau mündet.

Der Hochebenenteil des Einzugsgebietes zerfällt in einen größeren und zusammenhängenden Fluranteil, der fast ganz unterm Pflug steht, und einen geringeren Waldanteil teils im Südosten, vor allem aber im Westen linksseits der Bachklinge in den Gewannen Krummenberg (am Hang), Unteres Holz und Häsleswald. Ausgenommen das Mündungsdorf Morsbach ist das Einzugsgebiet völlig unbesiedelt, es liegt fast ganz in der Morsbacher Stadtteilgemarkung von Künzelsau, einige Randzwickel in anderen Stadtteilgemarkungen.

## Geologie
Die höchste mesozoische Schicht im Einzugsgebiet ist der Lettenkeuper (Erfurt-Formation), der in einem wechselnd breiten Bogen von Westen über den Südwesten bis zum Südosten das Einzugsgebiet in Wasserscheidennähe säumt. Darunter liegt in den zentralen Teilen in dessen Mitte der Obere Muschelkalk, in dem der Bachlauf beginnt. Etwa halben Wegs hat dieser sich in seiner Klinge dann bis in den Mittleren Muschelkalk eingeschnitten, den Unteren, in dessen Schichthöhe er mündet, erreicht er etwa am oberen Ortsrand des Dorfes Morsbach.
Auf seinem letzten Abschnitt im Kochertal durchläuft der Bach unterhalb der das Dorf durchziehenden Landesstraße eine breite holozäne Schwemmlandzone linksseits des Kochers. Eine solche liegt auch auf der Hochebene in einer von Südosten her der Talmulde noch vor dem Bachursprung zulaufenden Seitenmulde sowie auf dem Grund einer von Südwesten her der mittleren Morsbachklinge zulaufenden, weniger steilen Seitenklinge aus dem Unteren Holz. An deren rechtem Hang liegt eine kleine Insel von Lösssediment aus quartärer Ablagerung. Über der sich am Mittelhang aus der Klinge ostwärts zu ihrem einzigen Talsteigenschlag abkehrenden K 2373 liegt am oberen rechten Talsporn eine abgerutschte Scholle und im gesamten Bereich der Klinge viel Hangschutt.
Der Muschelkalk im Einzugsgebiet ist verkarstet, wie außer der gewässerarmen Hochebene insbesondere auch etliche Dolinen vor allem linksseits der Klinge, aber auch wenigstens eine heute noch bestehende und eine weitere, auf einer älteren Karte noch eingetragene am Neugreut nahe der östlichen Wasserscheide bezeugen. Manche davon haben Schlucklöcher, in denen kleine temporäre Rinnsale verschwinden.

## Natur und Schutzgebiete
Der Morsbach hat keine dauerhaften Zuflüsse, selbst sein Oberlauf in der Klinge hat nur periodisch Durchfluss. Auch die Hochebene oberhalb ist trocken. Jedoch gibt es im Wald an der südöstlichen Einzugsgebietsspitze einen kurzen, episodisch wasserführenden Bach mit einem ebenfalls episodischen Stillgewässer, unter → Geologie schon erwähnt, der am Ende einer Waldzunge zwischen den Ackergewannen Neugreut und Lichten endet; diese Waldzunge steht deshalb als Naturdenkmal unter Schutz. In Fortsetzung seiner Mulde zur Morsbach-Mulde noch oberhalb dessen gewöhnlicher Quelle hin zieht dann nur noch ein unscheinbarer, fast immer trockener Graben neben einem Feldweg.
Auch das Seitentälchen aus dem Unteren Holz ist gewöhnlich trocken. In der unteren Morsbachklinge, wo der Bach recht beständig Wasser führt, gibt es Sickerquellen am Hang.  Wo sich die Klinge zum Kochertal hin weitet, liegen am oberen Hang etliche der für die Landschaft im unteren Kochertal so typischen Steinriegel, außerhalb des Waldes wie in ihm, von Hecken überwachsen oder nur bemoost. An seiner Mündung lagert der Morsbach nach starkem Durchfluss zuweilen eine Sedimentnase ab, die der Kocher erst wieder beim nächsten eigenen Hochwasser fortschwemmt.

### LUBW
Amtliche Online-Gewässerkarte mit passendem Ausschnitt und den hier benutzten Layern: Lauf und Einzugsgebiet des Morsbachs

Allgemeiner Einstieg ohne Voreinstellungen und Layer: Daten- und Kartendienst der Landesanstalt für Umwelt Baden-Württemberg (LUBW) (Hinweise)
1. 1 2  Höhe nach dem Höhenlinienbild auf dem Hintergrundlayer Topographische Karte.
2. ↑  Länge nach dem Layer Gewässernetz (AWGN).
3. ↑  Einzugsgebiet nach dem Layer Basiseinzugsgebiet (AWGN).
4. ↑  Lage und Beschreibung der Dolinen auf dem Layer Geschützte Biotope.
5. ↑  Schutzgebiete nach den einschlägigen Layern, Natur teilweise nach dem Layer Geschützte Biotope.

### Andere Belege
1. ↑  Wolf-Dieter Sick: Geographische Landesaufnahme: Die naturräumlichen Einheiten auf Blatt 162 Rothenburg o. d. Tauber. Bundesanstalt für Landeskunde, Bad Godesberg 1962. → Online-Karte (PDF; 4,7 MB)
2. ↑  Geologie nach den Layern zu Geologische Karte 1:50.000 auf: Mapserver des Landesamtes für Geologie, Rohstoffe und Bergbau (LGRB) (Hinweise)
3. ↑  Die zweite Doline im Neugreut liegt oder lag zumindest an der Spitze einer nordwestlichen Waldzunge in der Gabel eines heute ausgebauten Feldwegs nach Nordwesten mit einem Grasweg am Waldrand, siehe
  - Meßtischblatt 6724 Künzelsau von 1932 in der Deutschen Fotothek